# Søren Rislund
Søren Rislund (født 17. maj 1950 på Frederiksberg) er en dansk skuespiller, forfatter, komponist og komiker, der er bedst kendt fra duoen Monrad & Rislund. Det andet medlem var Jan Monrad.
Rislund blev student fra Frederiksberg Gymnasium i 1970 og begyndte på historiestudiet ved Københavns Universitet, men droppede ud allerede i 1971. Han fik arbejde som postbud og ekstraarbejder og arbejdede – som sådan – til 1978. Fra 1979 helligede han sig underholdningsbranchen på fuld tid. 

## Entertainer
I 1974 havde han sammen med Jan Monrad, Tømrerclaus og Mik Schack etableret gruppen Totalpetroleum, der optrådte frem til 1977/1978. Derefter skiftede gruppen navn til Monrad & Rislund og bestod kun af de to. Sammen med Jan Monrad har Søren Rislund udgivet over 30 albummer og videoer, der alle kendetegnes af duoens sorte humor, grovkornede satire og bramfrie tone. Blandt klassikerne er Pladderballe Nærradio og De nøgne heste fra Upernavik.
Han har medvirket i en række reklamekampagner. Han har lagt stemme til Bøje i Scandlines reklamer med Kaj og Bøje. I 2009 medvirkede Rislund i en serie af tv-reklamer for byggemarkedskæden XL-Byg. 
Søren Rislund har udgivet flere bøger om brandbiler og brandvæsen. Han har været med til at etablere Museet Danmarks Brandbiler, hvor han har siddet i bestyrelsen.
Privat er han bosat i Borup på Østsjælland, hvor han bor med sin ægtefælle Marianne. Sammen har de to voksne børn. Han mistede begge sine forældre til sygdom, da han var teenager, men var hurtig til at gå videre med sit liv på trods af det alvorlige tab.

## Filmografi
- Felix (1982)
- Bananen - skræl den før din nabo (1990)
- Sorte kugler (2009)